# We'll Be Together (曲)
「We'll Be Together」（ウィル・ビー・トゥギャザー）は、少年隊の楽曲。ミュージカル「SHOW劇'92 MASK」の劇中歌。

## 概要
- ジャニー喜多川 本人自ら作詞を手掛けた楽曲。

- ミュージカル「SHOW劇'92 MASK」の劇中歌。

- ジャニーズ事務所、設立30周年記念特番『時代を駆ける栄光のアイドル達』（NHK-BS、1992年8月）のエンディングテーマ曲。

- CD音源（『PLAYZONE'05 〜20th Anniversary〜Twenty Years…』の再録バージョン、『少年隊 35th Anniversary BEST（完全受注生産限定盤）』のミュージカル『PLAYZONE'94 MOON』に使用されたバージョン）とは違い、当ミュージカル、当番組で使用されたバージョンは間奏が異なり、アウトロがわずかに異なっている。

- 2023年10月時点、1992年の当時の「SHOW劇'92 MASK」の使用時のバージョンは未CD化。
- ジャニー喜多川が製作総指揮を務めた『映画 少年たち』のエンディングにおいても使用された。

## クレジット

### 作詞・作曲・編曲
- 作詞：ジャニー喜多川、小倉めぐみ
- 作曲：Joey Carbone
- 編曲：新川博・佐藤泰将